# Amber van der Hulst
Amber van der Hulst (* 21. September 1999 in Leiderdorp) ist eine niederländische Radsportlerin, die Rennen auf Bahn und Straße bestreitet.

## Sportlicher Werdegang
Seit 2016 ist Amber van der Hulst im internationalen Radsport aktiv. In diesem Jahr gehörte sie zu dem Team, das das Mannschaftszeitfahren der Juniorinnen bei der Healthy Ageing Tour gewann. Ebenfalls 2016 wurde sie niederländische Junioren-Meisterin in Punktefahren und Omnium. Bei den Junioren-Europameisterschaften errang sie mit Bente van Teeseling, Kirstie van Haaften und Marit Raaijmakers Bronze in der Mannschaftsverfolgung. 2017 gewann der niederländische Juniorinnen-Vierer mit van der Hulst, Mylène de Zoete, Marit Raaijmakers und Kirstie van Haaften bei den Junioren-Europameisterschaften erneut Silber. Auf der Straße entschied sie den Omloop van Borsele in der Juniorinnen-Kategorie für sich.
Ab 2019 startete Amber van der Hulst in der Elite. Gemeinsam mit der 17 Jahre älteren und mehrfachen Weltmeisterin Kirsten Wild errang sie bei den Europaspielen in Minsk die Silbermedaille im Zweier-Mannschaftsfahren. Auf nationaler Ebene wurde sie niederländische Meisterin in der Mannschaftsverfolgung. In der Folge erhielt sie für 2020 einen Vertrag beim Parkhotel Valkenburg. 2022 wechselte sie zu Liv Racing-Xstra.
Aufgrund einer Verletzung der Oberschenkelarterie konnte van der Hulst ab August 2022 keine Rennen bestreiten. Nach zwei Operationen stand sie kurz vor ihrem Karriereende. Erst nach einer weiteren Behandlung in Frankreich konnte sie in den Radsport zurückkehren. Im August 2024 wurde sie Mitglied im Liv-AlUla-Jayco Continental Team, um 2025 in das WorldTeam von Liv AlUla Jayco zu wechseln.

## Berufliches
Neben ihrer Radsportlaufbahn studiert Amber van der Hulst Wirtschaftswissenschaften am Johan Cruyff Institute in Amsterdam. Diese von Johan Cruyff gegründete Einrichtung ermöglicht Leistungssportlern, neben dem Sport ein Studium zu verfolgen.

## Familiäres
Ihr Großvater Cock van der Hulst war ebenfalls Radrennfahrer.

## Erfolge

### Straße
2016
- Mannschaftszeitfahren Healthy Ageing Tour (Juniorinnen)

2017
- Gesamtwertung und eine Etappe Omloop van Borsele (Juniorinnen)

### Bahn
2016
- Junioren-Europameisterschaft – Mannschaftsverfolgung (mit Bente van Teeseling, Kirstie van Haaften und Marit Raaijmakers)
- Niederländische Junioren-Meisterin – Punktefahren, Omnium

2017
- Junioren-Europameisterschaft – Mannschaftsverfolgung (Mylène de Zoete, Marit Raaijmakers und Kirstie van Haaften)

2019
- Europaspiele – Zweier-Mannschaftsfahren (mit Kirsten Wild)
- Niederländische Meisterin – Mannschaftsverfolgung (mit Kirstie van Haaften, Mylène de Zoete und Bente van Teeseling)

2021
- U23-Europameisterschaft – Mannschaftsverfolgung (mit Mylène de Zoete, Lonneke Uneken und Marit Raaijmakers)
- Niederländische Meisterin – Scratch